# Ehenmihen
Ehenmihen, est le quatrième Oba du royaume du Bénin. Il succède à Uwakhuahen en 1243 et règne jusqu'en 1255 avec pour seul prétendant au trône Ewedo qui lui succède. L'essentiel des connaissances à son sujet provient de la tradition orale. Les historiens considèrent qu'il y a peu d'informations notables concernant son règne.

## Biographie
Élevé dans un village nommé Ugbovbumaghan, également connu sous le nom d'Ugbo-Umaghen, il grandit imprégné de la culture et de la musique locale. C'est là qu'il découvre les chants des Eleha et les rythmes des Ikpiwini, musiciens qui captivent son âme et l'inspirent à apprendre l'art et la danse associés à leur musique.
Sa jeunesse et son règne sont marqués par une histoire d'amour controversée. Alors qu'il réside avec son père, Eweka I, à Usama, l'ancien palais des premiers Obas, il s'éprend de l'une des jeunes épouses des chefs locaux. Leur liaison aboutit à une grossesse délicate. Pour éviter tout scandale et préserver l'honneur des familles impliquées, la jeune femme est vendue comme esclave dans la région d'Ilaje, aujourd'hui partie de l'État d'Ondo au Nigeria. Là-bas, elle donne naissance à un fils, Efabo, le seul enfant d'Oba Ehenmihen,,.
À la mort de son père, Efabo est rappelé à Usama et couronné Oba sous le titre d'Ewedo,. Il succède à Uwakhuahen en 1243 et règne jusqu'en 1255 avec pour seul prétendant au trône Ewedo qui lui succède. L'essentiel des connaissances à son sujet provient de la tradition orale. Les historiens considèrent qu'il y a peu d'informations notables concernant son règne,.

## Problèmes chronologiques
Les études des traditions orales concernant les Obas donnent des datations différentes ainsi qu'une liste de succession différente. R. E. Brabdury compare les deux versions principales qui opposent les datation et listes de Talbot, Roupell, Egharevba et Esekhurhe. Sur cette base, il est en mesure de reconstruire la généalogie des premiers Obas et souligne les incertitudes concernant les dates de certains Obas dont Eweka, Uwakhuahen et Ehenmihen. La tradition ne fournit tantôt pas d'informations sur les dates de règne, tantôt pas sur la durée. Il conclut qu'il est impossible de fournir de date précise au delà de l'année 1485, mais que la datation de début dynastique en 1200 est improbable, sans confirmer l'estimation de 1300 de Talbot. Pour Eisenhofer, il est prématuré de considérer les données de Talbot et Egharevba comme invalide, tel que le décrit Bradbury.